# Coupe d'Asie des nations de football 1972
Navigation
Iran 1968 Iran 1976
La coupe d'Asie des nations de football 1972 est une compétition qui s'est déroulé en Thaïlande en mai 1972 et qui fut remportée par l'Iran. La Thaïlande était qualifiée d'office en tant qu'organisateur du tournoi et l'Iran en tant que vainqueur de la précédente édition.
Toutes les rencontres ont été disputées au Stade Suphachalasai de Bangkok.

## Équipes participantes

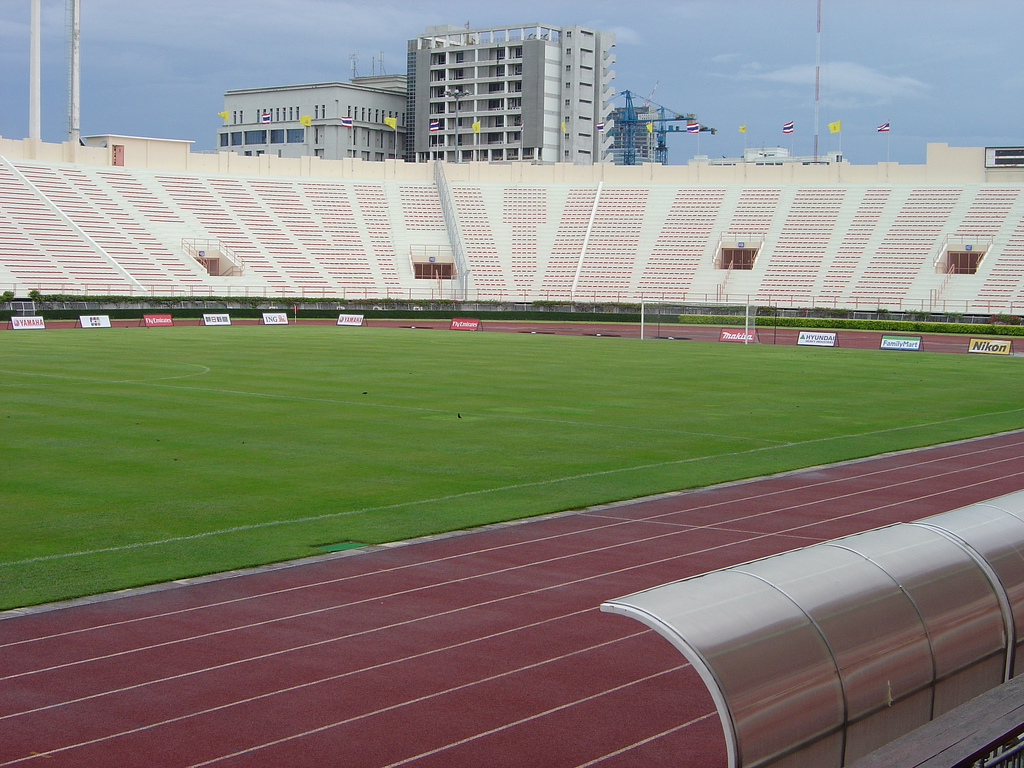
Le Stade Suphachalasai en 2008

6 équipes prennent part au tournoi final :
- Thaïlande - Pays organisateur (qualifié d'office)
- Iran - Tenant du titre (qualifié d'office)
- Irak
- Corée du Sud
- Koweït
- Cambodge

## Tournoi final

### Matchs d'allocation des poules
Comme cela se fait traditionnellement en Asie, des matchs sont disputés afin de répartir les 6 équipes en 2 poules de 3. 
- Groupe A : Vainqueurs des matchs 1 et 2, perdant du match 3
- Groupe B : Vainqueur du match 3, perdants des matchs 1 et 2

| Match | Équipe 1     | Résultat    | Équipe 2 |
| ----- | ------------ | ----------- | -------- |
| 1     | Iran         | 2 - 0       | Cambodge |
| 2     | Corée du Sud | 0 - 0 (2-4) | Irak     |
| 3     | Thaïlande    | 0 - 2       | Koweït   |

| 7 mai 1972 | Iran                     | 2 – 0 | Cambodge | Suphachalasai Stadium, Bangkok              |                                             |
|            | Kalani 45e · Iranpak 51e |       |          | Spectateurs : 2 000 Arbitrage : Kim Jo-wong | Spectateurs : 2 000 Arbitrage : Kim Jo-wong |

| 7 mai 1972                                 | Corée du Sud      | 0 – 0                         | Irak | Suphachalasai Stadium, Bangkok |
|                                            |                   |                               |      | Spectateurs : 2 000            |
| Cha Bum-kun · Hwang Jae-man · Park Su-deok | Tirs au but 2 – 4 | Aziz · Noori · Kadhim · Fathi |      |                                |

| 8 mai 1972 | Thaïlande | 0 – 2 | Koweït                   | Suphachalasai Stadium, Bangkok |
|            |           |       | 42e Khalaf · 87e Marzouq |                                |

### Premier tour

#### Groupe A
| Classement |           |     |   |   |   |   |    |    |      |
|            | Équipe    | Pts | J | G | N | P | BP | BC | Diff |
| 1          | Iran      | 4   | 2 | 2 | 0 | 0 | 6  | 2  | +4   |
| 2          | Thaïlande | 1   | 2 | 0 | 1 | 1 | 3  | 4  | -1   |
| 3          | Irak      | 1   | 2 | 0 | 1 | 1 | 1  | 4  | -3   |

| 9 mai  | Iran      | 3 | 0 | Irak      |
| 11 mai | Thaïlande | 1 | 1 | Irak      |
| 13 mai | Iran      | 3 | 2 | Thaïlande |

| 9 mai 1972 | Iran               | 3 – 0 | Irak | Suphachalasai Stadium, Bangkok                        |                                                       |
|            | Kalani 34e 70e 78e |       |      | Spectateurs : 5 000 Arbitrage : Sivapalan Kathiravale | Spectateurs : 5 000 Arbitrage : Sivapalan Kathiravale |

| 11 mai 1972 | Thaïlande      | 1 – 1 | Irak   | Suphachalasai Stadium, Bangkok |  |
|             | Buteur inconnu |       | Yousif |                                |  |

| 13 mai 1972 | Thaïlande               | 2 – 3 | Iran                | Suphachalasai Stadium, Bangkok               |                                              |
|             | Pricha 69e · Prayon 70e |       | 80e 86e 88e Jabbari | Spectateurs : 25 000 Arbitrage : M. Matolozi | Spectateurs : 25 000 Arbitrage : M. Matolozi |

#### Groupe B
| Classement |              |     |   |   |   |   |    |    |      |
|            | Équipe       | Pts | J | G | N | P | BP | BC | Diff |
| 1          | Corée du Sud | 2   | 2 | 1 | 0 | 1 | 5  | 3  | +2   |
| 2          | Cambodge     | 2   | 2 | 1 | 0 | 1 | 5  | 4  | +1   |
| 3          | Koweït       | 2   | 2 | 1 | 0 | 1 | 2  | 5  | -3   |

| 10 mai | Corée du Sud | 4 | 1 | Cambodge     |
| 12 mai | Koweït       | 2 | 1 | Corée du Sud |
| 14 mai | Cambodge     | 4 | 0 | Koweït       |

| 10 mai 1972 | Corée du Sud                                              | 4 – 1 | Cambodge | Suphachalasai Stadium, Bangkok |  |
|             | Park Su-deok · Lee Hoe-taik · Cha Bum-kun · Park Lee-chon |       | Sukhom   |                                |  |

| 12 mai 1972 | Corée du Sud  | 1 – 2 | Koweït            | Suphachalasai Stadium, Bangkok |  |
|             | Park Lee-chon |       | Sultan · Duraiham |                                |  |

| 14 mai 1972 | Cambodge         | 4 – 0 | Koweït | Suphachalasai Stadium, Bangkok |
|             | Buteurs inconnus |       |        |                                |

### Dernier carré
|  | Demi-finales          | Demi-finales          |                        |       | Finale               | Finale               |
|  | Demi-finales          | Demi-finales          |                        |       | Finale               | Finale               |
|  |                       |                       |                        |       |                      |                      |
|  | 16 mai 1972 / Bangkok | 16 mai 1972 / Bangkok |                        |       | 19 mai 1972/ Bangkok | 19 mai 1972/ Bangkok |
|  | 16 mai 1972 / Bangkok | 16 mai 1972 / Bangkok |                        |       | 19 mai 1972/ Bangkok | 19 mai 1972/ Bangkok |
|  | Iran                  | 2                     |                        |       | 19 mai 1972/ Bangkok | 19 mai 1972/ Bangkok |
|  | Iran                  | 2                     |                        |       | 19 mai 1972/ Bangkok | 19 mai 1972/ Bangkok |
|  | Cambodge              | 1                     |                        |       | 19 mai 1972/ Bangkok | 19 mai 1972/ Bangkok |
|  | Cambodge              | 1                     | Iran a. p.             | 2     |                      |                      |
|  | 17 mai 1972 / Bangkok |                       | Iran a. p.             | 2     |                      |                      |
|  |                       | Corée du Sud          | 1                      |       |                      |                      |
|  | Corée du Sud t. a. b. | Corée du Sud          | 1                      | 1 (2) |                      |                      |
|  | Corée du Sud t. a. b. |                       |                        | 1 (2) |                      |                      |
|  | Thaïlande             | 1 (1)                 |                        |       |                      |                      |
|  | Thaïlande             | 1 (1)                 | Match pour la 3e place |       |                      |                      |
|  |                       |                       |                        |       |                      |                      |
|  | 19 mai 1972 / Bangkok |                       |                        |       |                      |                      |
|  |                       |                       |                        |       |                      |                      |
|  | Thaïlande t. a. b.    | 2 (5)                 |                        |       |                      |                      |
|  | Thaïlande t. a. b.    | 2 (5)                 |                        |       |                      |                      |
|  | Cambodge              | 2 (3)                 |                        |       |                      |                      |
|  | Cambodge              | 2 (3)                 |                        |       |                      |                      |

#### Demi-finales
| 16 mai 1972 | Iran                           | 2 - 1 | Cambodge  | Suphachalasai Stadium, Bangkok              |                                             |
|             | Iranpak 13e · Ghelichkhani 47e |       | 18e Selim | Spectateurs : 2 000 Arbitrage : M. Matolozi | Spectateurs : 2 000 Arbitrage : M. Matolozi |

| 17 mai 1972 | Corée du Sud      | 1 - 1 a. p. | Thaïlande      | Suphachalasai Stadium, Bangkok |  |
|             | Park Lee-Chun     |             | 97e Tantiyanon |                                |  |
|             | Tirs au but 2 - 1 |             |                |                                |  |

#### Match pour la3eplace
| 19 mai 1972 | Cambodge          | 2 - 2 a. p. | Thaïlande        | Suphachalasai Stadium, Bangkok |  |
|             | Buteurs inconnus  |             | Buteurs inconnus |                                |  |
|             | Tirs au but 3 - 5 |             |                  |                                |  |

#### Finale
| 19 mai 1972 | Iran                      | 2 - 1 a. p. | Corée du Sud      | Suphachalasai Stadium, Bangkok                         |                                                        |
|             | Jabbari 48e · Kalani 108e |             | 65e Park Lee-Chun | Spectateurs : 15 000 Arbitrage : Sivapalan Kathiravale | Spectateurs : 15 000 Arbitrage : Sivapalan Kathiravale |

| Coupe d'Asie 1972 Vainqueur Iran 2e titre |

### Meilleur buteur
- 5 buts :
  -  Hossein Kalani
- 4 buts :
  -  Park Lee-Chon
  -  Ali Jabbari